# Zespół przetrwałego pobudzenia seksualnego
Zespół przetrwałego pobudzenia seksualnego (ang. persistent genital arousal disorder lub persistent sexual arousal syndrome lub restless genital syndrome) – rzadki zespół chorobowy związany z nagłym, częstym i spontanicznym pobudzeniem narządów płciowych nieustępującym pod wpływem masturbacji ani orgazmu i niezależnym od uczucia pożądania, tj. z zakłóceniem naturalnego cyklu odpowiedzi seksualnej.
Zespół został opisany w 2001 r. na podstawie 5 przypadków kobiet z podobnymi objawami spontanicznego, intruzywnego i niepożądanego podniecenia genitalnego (pulsowanie, obrzmienie i mrowienie) przy braku subiektywnego pożądania seksualnego i fantazji seksualnych i początkowo nazwany persistent sexual syndrome. W następnych latach opisano zespół jako PGAD i ustalono dokładne kryteria rozpoznania, obejmujące:
- mimowolne uczucie pobudzenia seksualnego (m.in. pulsowanie, mrowienie, przekrwienie, nadwrażliwość dotykowa narządów płciowych)[4],
- utrzymujące się dłuższy czas[3],
- fizyczne uczucie pobudzenia nieustępujące po jednym lub więcej orgazmie[3],
- pobudzenie narządów płciowych niezwiązane z subiektywnym uczuciem pożądania seksualnego[3],
- uporczywe uczucie pobudzenia seksualnego odczuwane jako uciążliwe i niechciane[3],
- utrzymujące się pobudzenie narządów płciowych wywołujące niepokój[3].

Częstym objawem towarzyszącym PGAD jest ból narządów płciowych, w związku z czym postulowana jest konieczność wprowadzenia nadrzędnej klasyfikacji dyzestezji narządów płciowych i miednicy z podziałem na pobudzenie genitaliów, pobudzenie genitaliów wraz z bólem oraz ból genitaliów. Niejasne pozostaje, czy PGAD współistniejący z bólem to jeden z podtypów wulwodynii, czy osobna dysfunkcja. PGAD nie jest natomiast tożsame z hiperseksualnością, gdyż w jego przebiegu nie występują natrętne myśli i fantazje seksualne, niemniej bywa błędnie interpretowany w diagnozie jako wyraz nadpobudliwości seksualnej. Zespół przetrwałego pobudzenia seksualnego jest rzadkim rozpoznaniem, w zależności od badania wszystkie objawy stwierdzono u 1-3% kobiet i 4% mężczyzn, a 16-33% kobiet doświadcza lżejszego spontanicznego pobudzenia narządów płciowych pomimo braku podniecenia, pożądania i fantazji seksualnych. Dane dotyczące rozpowszechnienia występowania PGAD w populacji mogą być zaniżone na skutek wstydu części dotkniętych nim osób przed komunikowania jego występowania. Z części badań może wynikać, że rozpowszechnienie PGAD wzrasta wraz z wiekiem. Rozpoznania takiego nie można postawić zgodnie z ICD-10.
Etiologia opiera się na różnych hipotezach, wśród których wymieniane są neuropatia nerwu sromowego, czynniki naczyniowe wtórne do zespołu przeciążenia żylnego miednicy i żylaków narządów płciowych zewnętrznych, neuropatia centralna wtórna do objawów uszkodzenia ośrodkowego układu nerwowego lub zabiegów na tętnicach i żyłach szyjnych oraz interwencji w okolicach lędźwiowych, wzrost stężeń dopaminy oraz serotoniny, gwałtowne odstawienie trazodonu, zwiększony poziom lęku, objawy depresyjne, używanie soi zawierającej fitoestrogeny, nacisk mechaniczny na narządy płciowe czy torbiele Tarlova. W badaniach wielu chorych stwierdzano podłoże idiopatyczne. Z czasem w literaturze zaczęto wyodrębniać dwa podtypy PSAD: zależny od czynników naczyniowo-nerwowych lub neuroprzekaźnikowych oraz psychogenny.
Brakuje danych epidemiologicznych dla PGAD, a leczenie jest oparte na pojedynczych przypadkach kazuistycznych. Jako schorzenie nowe i słabo poznane, nie zostało jeszcze uwzględnione w klasyfikacji ICD-10. W 2004 roku zespół ten został włączony do klasyfikacji zaburzeń seksualnych kobiet i zakwalifikowany do grupy zaburzeń pożądania. Metody leczenia obejmują terapie farmakologiczne (opisano użycie benzoadiazepin, tramadolu, bupiwakainy, neuroleptyków zwiększających poziom prolaktyny, warenikiliny, selektywnych inhibitorów zwrotnego wychwytu serotoniny) i fizjoterapię (zabiegi przezskórnej stymulacji nerwu sromowego) oraz psychoterapię poznawczo-behawioralną, terapię poznawczą opartą na uważności, hipnoterapię i elektroterapię. Początkowo uznawane za chorobę dotykającą wyłącznie kobiet, z czasem pojawiły się także przypadki PGAD u mężczyzn. Istnieją sugestie dotyczące analogii PSAD i priapizmu.
Istnieją poszlaki sugerujące częste współwystępowanie objawów PGAD z zespołem niespokojnych nóg i zespołem pęcherza nadreaktywnego. Za główną przyczynę tego zespołu uznaje się neuropatię nerwu sromowego, w szczególności nadmierne pobudzenie włókien czuciowych nerwu grzbietowego łechtaczki. Takie współwystępowanie objawów opisywane jest jako restless genital syndrome i definiuje się je klinicznie jako:
- niepożądane i nieprzyjemne uczucie pobudzenia seksualnego bez uczucia pożądania seksualnego lub fantazji seksualnych[3],
- niepożądane lub nieprzyjemne orgazmy lub fantazje seksualne[3],
- objawy zespołu niespokojnych nóg[3],
- objawy zespołu pęcherza nadreaktywnego[3],
- nasilenie niepożądanych i nieprzyjemnych uczuć napięcia seksualnego podczas siedzenia[3],
- niechciana przeczulica w obrębie narządów płciowych na badanie sensoryczne[3],
- niepożądane i nieprzyjemne doznania seksualne w wyniku badania poniżej kości łonowej[3].